# Rennes-les-Bains

Rennes-les-Bains este o comună din Departamentul Aude din sudul Franței.
1. ↑  répertoire géographique des communes, accesat în 26 octombrie 2015
2. ↑  dataset of postal codes in France, 1 octombrie 2018